# Teleutaea kasparyani
Teleutaea kasparyani là một loài tò vò trong họ Ichneumonidae.